# Crossville (Tennessee)
Crossville település az Amerikai Egyesült Államok Tennessee államában, Cumberland megyében, melynek megyeszékhelye is. Lakosainak száma 12 071 fő (2020. április 1.).

## Népesség
A település népességének változása:

| 2010 | 10 795 |
| 2020 | 12 071 |